# Cocieri
Cocieri est une commune moldave du rayon de Dubăsari, située sur la rive orientale du Dniestr. La commune englobe la ville de Cocieri et le village de Vasilica.
Durant la Guerre du Dniestr, en 1992, les habitants de cette commune se rebellent contre les autorités séparatistes de Transnistrie. Les unités de la 14e armée russe, déployée dans le village, ont été attaqués par les habitants armés et ont dû se replier. Encore aujourd'hui, Cocieri est administré par les autorités moldaves, tandis que le reste de la région est sous contrôle des forces séparatistes de Transnistrie.

## Population
Selon le recensement moldave de 2004, plus de 90 % des habitants de Cocieri sont Moldaves. On compte également 4 % de Russes et 2 % d'Ukrainiens.

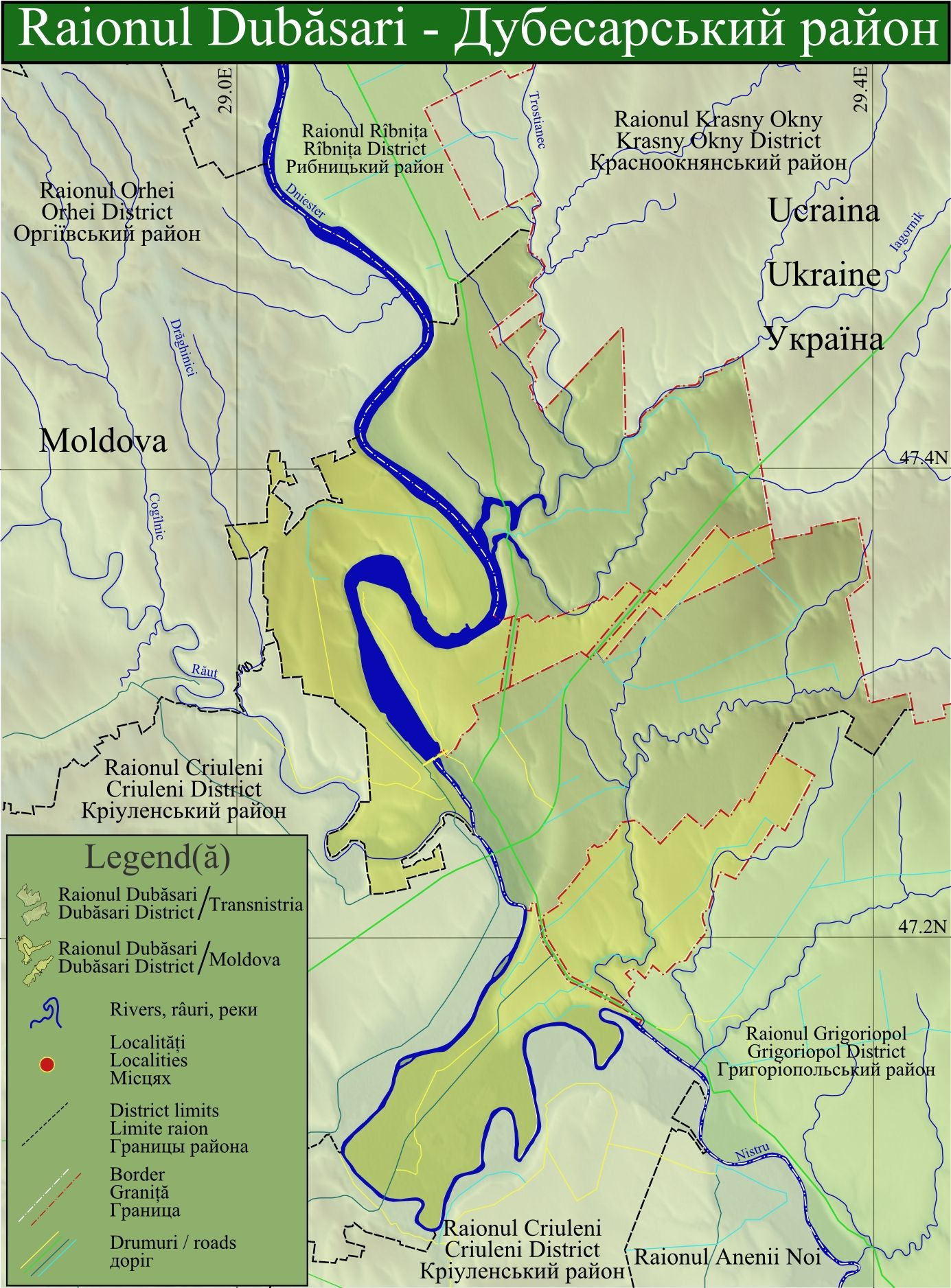
Carte du raion de Dubăsari.